# 美罗
美罗是马来西亚霹雳州马登巴冷县下辖的一个城镇和巫金，也是县内人口第二多的城镇。其北面是打巴，南面则是宋溪。美罗准确的名称来源已不可考，根据老一辈的说法的话，美罗可能指的是一种洗锡米的工具。美罗在独立前因为锡矿而发展成霹雳南部的主要市镇，当地也因为开采锡矿而形成了许多矿湖，在锡矿业没落后便以农业为主。目前该镇附近已有许多花园住宅区，以及周边的数个华人新村。位于美罗的大石山是当地主要的旅游景点，而美罗也是州内蔬果种植的主要地点之一，也有油棕或橡胶等种植园丘。

## 历史
根据资料，早在清光绪年间便有华人在美罗定居，并且由墓碑为证。和霹雳州的许多城镇一样，美罗因锡矿开采而兴旺。美罗在日军南下时，因为距离市区不远处的“美罗山”山丘成为联军（136部队）和马共的共同抗日大本营而在历史留名。而霹雳州马共当然也是由陈平领导。
美罗市郊的石山瀑布是一个消暑的好地方，里头有五个水潭，当地人称之为一、二、三、四号和特別潭，而最深的是一号潭。在日据时期，日军常在水潭洗澡和强奸妇女。有一天，抗日游击队通过伏击将正在洗澡的日军全部杀光，并弃尸水潭。日军在之后开始报复，但他们很难找到游击队的据点，因此最后遭殃的还是当地民众。从打巴至美罗时有一段路称为“叶麻坑”，即为当年日军处决民众的地方。
后来日本投降，马共开始数次进攻美罗反抗英殖民政府，其中比较著名的的有古东窝之战、美罗公路之战，打进美罗镇。古东窝之战的地点即为美罗石山。而最终结果是13位英军逝世，缴不到武器，也有两位马共成员受伤。到后来，美罗石山成为了有名的鬼故事场景，并发生过很多灵异事件。
美罗也曾是马共黑区之一。当时马来亚成立后，社阵如人民党（俗称牛头党）在美罗的声势浩大，并有很多年轻人都参加他们举办的活动。60年代，联盟政府加大力度打击反对党，很多人民党党员被警方扣押关进监牢，这使得许多党员上山拿起武器，加入马共。当然也因为马共对英君造成威胁，所以美罗附近也形成了许多华人新村，其中包括美罗新村东区、丹那马士、美罗火车头新村、冷水河新村等等。独立后美罗开始设立花园住宅区，其中最早的有吉隆园，以及后来的达雅园和品珍园等。2019年，霹雳州大臣宣布世界主要的手套生产商高产柅品将会在美罗设厂房，并在2022年之前完工。

## 人口
根据2010年马来西亚人口普查，美罗人口约4,125人（不包括郊区）。
| 2010年美罗族群比例 | 2010年美罗族群比例 | 2010年美罗族群比例 | 2010年美罗族群比例 | 2010年美罗族群比例 |
| ------------------ | ------------------ | ------------------ | ------------------ | ------------------ |
| 族群 / 国籍        | 族群 / 国籍        |                    | 百分比             | 百分比             |
| 马来人             | 马来人             |                    | 6.04%              | 6.04%              |
| 其它土著           | 其它土著           |                    | 0.24%              | 0.24%              |
| 华人               | 华人               |                    | 78.25%             | 78.25%             |
| 印度人             | 印度人             |                    | 13.72%             | 13.72%             |
| 其他               | 其他               |                    | 0.19%              | 0.19%              |
| 非马来西亚公民     | 非马来西亚公民     |                    | 1.55%              | 1.55%              |

| 族群               | 2010 | 2010    |
| 族群               | 人口 | 百分比  |
| ------------------ | ---- | ------- |
| 马来人             | 249  | 6.04%   |
| 其他土著           | 10   | 0.24%   |
| 华人               | 3228 | 78.25%  |
| 印度人             | 566  | 13.72%  |
| 其他               | 8    | 0.19%   |
| 马来西亚公民总数   | 4061 | 98.45%  |
| 非马来西亚公民总数 | 64   | 1.55%   |
| 总数               | 4125 | 100.00% |

## 经济

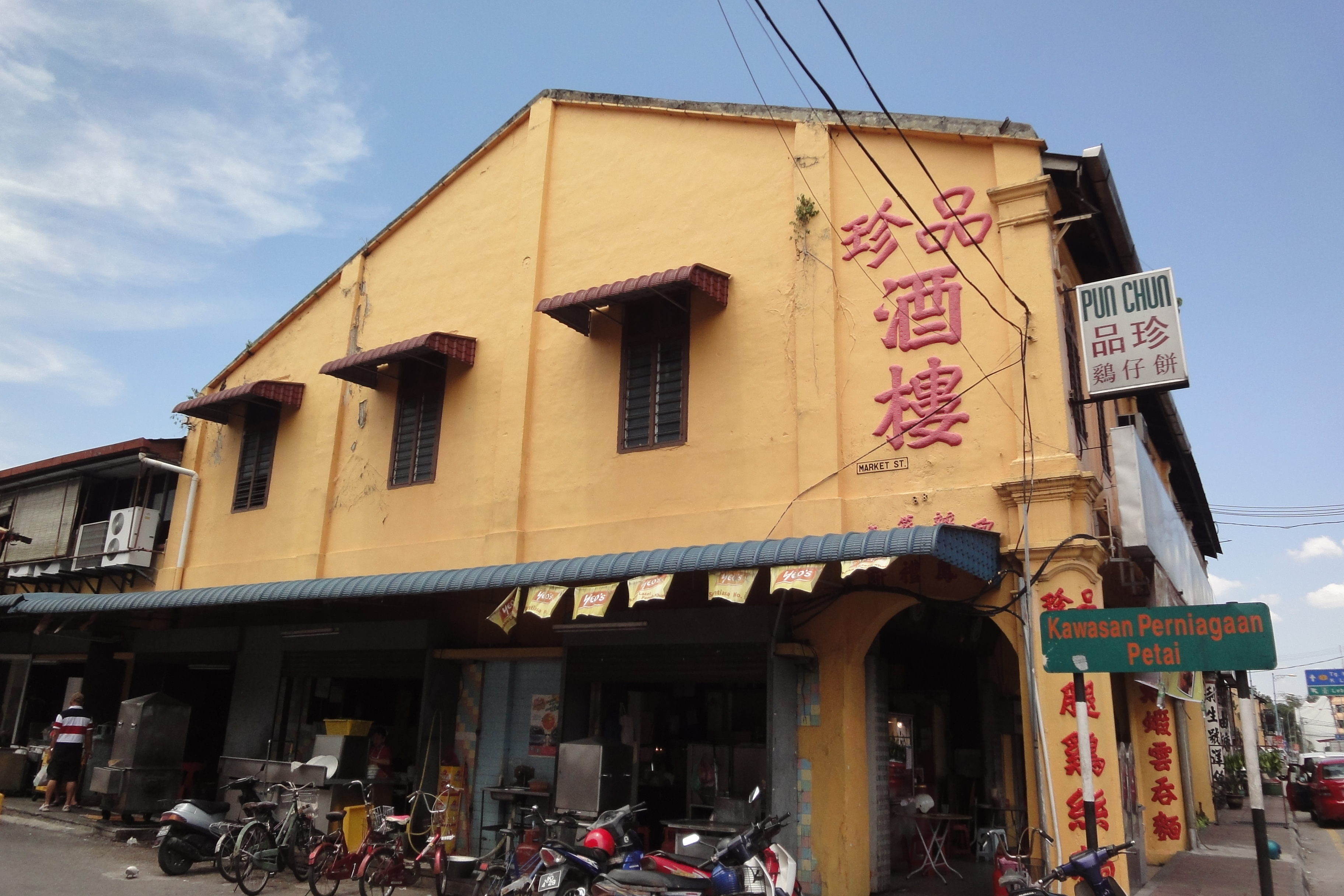
一间售卖美罗鸡仔饼的店铺

美罗是州内主要农业区之一，并以出产番石榴、芒果、水蓊、臭豆等蔬果闻名。早年美羅是個錫礦重鎮，如今錫礦雖已沒落，所遺下的廢礦湖卻成了淡水魚產地。然而，美罗最主要的收入来源，仍旧依靠途径此地的游客购买其众所周知的地方美食和农产品，如“品珍雞仔餅”、廣興的天女/仙女醬油/辣椒醬以及肉香皮脆可口的“燒肉”等。美罗坐落于南北1号公路旁上，以其多种多样的美食而闻名，也是前往安顺的中间站，因而吸引游客在此停留享用美食。

## 教育
美罗共有7所华文小学。此外，美罗中华国民型华文中学则是当地唯一的国民型华文中学，多数就读上述华文小学的学生都会在中学时于此所中学就读。
| 学校编号 | 地区       | 中文名称     | 马來文名称            | 邮政 编码 | 位置 | 津贴 制度 | 学生 数量 | 坐标                                        |
| -------- | ---------- | ------------ | --------------------- | --------- | ---- | --------- | --------- | ------------------------------------------- |
| ABC0060  | 美罗       | 中华华小一校 | SJK(C) Choong Hua (1) | 35500     | 市区 | 半津      | 249       | 4°06′42″N 101°17′06″E / 4.1118°N 101.2851°E |
| ABC0061  | 美罗       | 中华华小二校 | SJK(C) Choong Hua (2) | 35500     | 市区 | 半津      | 353       | 4°07′17″N 101°17′28″E / 4.1215°N 101.2911°E |
| ABC0062  | 美罗火车站 | 平民华小     | SJK(C) Pin Min        | 35500     | 市区 | 半津      | 71        | 4°06′24″N 101°15′58″E / 4.1066°N 101.2661°E |
| ABC0063  | 冷水河     | 冷水河华小   | SJK(C) Kg Coldstream  | 35500     | 郊区 | 全津      | 114       | 4°02′47″N 101°14′19″E / 4.0464°N 101.2385°E |
| ABC0064  | 丹那马士   | 丹那马士华小 | SJK(C) Tanah Mas      | 35500     | 市区 | 全津      | 24        | 4°08′38″N 101°15′59″E / 4.1438°N 101.2664°E |
| ABC0065  | 卜干巴沙   | 卜干巴沙华小 | SJK(C) Pekan Pasir    | 35500     | 市区 | 全津      | 32        | 4°04′07″N 101°17′14″E / 4.0686°N 101.2871°E |
| ABC0066  | 瓜拉美金   | 瓜拉美金华小 | SJK(C) Kuala Bikam    | 35500     | 郊区 | 全津      | 74        | 4°01′22″N 101°14′27″E / 4.0229°N 101.2409°E |

## 交通

### 公路
美罗是南北大道北段高速公路的其中一个交通枢纽出入口，在南北大道竣工之前马来西亚联邦1号公路便是美罗的主干道路。58号公路（美罗－安顺公路）则是由西海岸如安顺、冷甲和峇眼拿督前往美罗的主要公路。在西海岸大道开通前，美罗是由其他半岛城市前往安顺的主要出入口。

## 名人
- 郭联胜
- 溫瑞安
- 黄家和